# 28 декабря
28 декабря — 362-й день года (363-й в високосные годы) по григорианскому календарю.
До конца года остаётся 3 дня.
До 15 октября 1582 года — 28 декабря по юлианскому календарю, с 15 октября 1582 года — 28 декабря по григорианскому календарю.
В XX и XXI веках соответствует 15 декабря по юлианскому календарю.

## Праздники и памятные дни

### Международные
- Международный день кино

### Национальные
- Азербайджан — День адвоката[2]
- Испания — День смеха
- Россия:
  -  Калмыкия — День памяти жертв депортации калмыцкого народа

### Религиозные
Католицизм
 — память святой Катерины Вольпичелли
 — память избиенных младенцев
 Православие
 — память священномученика Елевферия Иллирийского (Римского), матери его мученицы Анфии и мученика Корива епарха (ок. 117—138);
 — память преподобного Павла Латрийского (955);
 — память святителя Стефана исповедника, архиепископа Сурожского (VIII);
 — Собор Крымских святых;
 — память священномученика Клемента I, апостол из числа 70, папа Римский (ок. 101).
 — обретение мощей священномученика Илариона (Троицкого), архиепископа Верейского (1929);
 — память священномучеников Александра Рождественского и Василия Виноградова, Викторина Добронравова, пресвитеров (1937);
 — память мученика Елевферия Византийского кувикулария (IV);
 — память преподобного Парда Палестинского отшельника (VI);
 — память преподобного Трифона Печенгского, Кольского (1583);
 — Собор Кольских святых.

### Именины
- Католические: Екатерина.
- Православные: Александр, Анфия, Вакх, Василий, Викторин, Елевферий, Иларион, Иона, Иуста, Корив, Нектарий, Павел, Пард, Стефан, Сусанна, Трифон.

## События
См. также Категория:События 28 декабря

### До XIX века
- 1065 — в Лондоне освящено Вестминстерское аббатство.

### XIX век
- 1810 — близ побережья Ирландии потерпело крушение во время шторма британское судно «Элизабет»[англ.]; погибло около 400 человек[8].
- 1835 — Сражение Дейда, первое сражение Второй семинольской войны.
- 1861 — сражение при Сакраменто в ходе Гражданской войны в США.
- 1869 — в Огайо (США) Уильямом Семплом запатентована первая жевательная резинка.
- 1895
  - В индийском салоне «Гранд-кафе» на бульваре Капуцинок (Париж, Франция) состоялся публичный показ «Синематографа братьев Люмьер», что ознаменовало рождение кинематографа.
  - Немецкий физик В. Рёнтген в Вюрцбурге впервые объявил об открытии рентгеновских лучей.

### XX век
- 1905 — образование Сочинской республики.
- 1908 — землетрясение на Сицилии унесло жизни более 75 тысяч человек.
- 1910 — на подмосковной фабрике граммофонных пластинок Готлиба Моля (будущий Апрелевский з-д) выпущен первый диск.
- 1917 — сформирована первая советская национальная войсковая часть в Украинской Советской Социалистической Республике — 1-й полк Червонного казачества. Атаманом (командиром) был назначен Виталий Маркович Примаков.
- 1943 — Указом президиума Верховного Совета СССР о ликвидации Калмыцкой АССР войсками НКВД была проведена операция по выселению калмыков в регионы Сибири и Дальнего Востока. Депортации подверглись 91919 калмыков из Калмыцкой АССР.
- 1948 — над Карибским морем исчез самолёт Douglas DC-3 американских ВВС с 32 людьми на борту.
- 1964 — начало сражения при Биньзя.
- 1968 — в ходе рейда на международный аэропорт Бейрута израильский спецназ уничтожил 14 пассажирских самолётов.
- 1972 — в связи с принятием новой Конституции КНДР 1972 года была упразднена должность Председателя Кабинета министров КНДР и учреждена должность Президента КНДР, которую возглавил действующий вождь Ким Ир Сен.
- 1973
  - В Париже начата публикация романа-исследования А. И. Солженицына «Архипелаг ГУЛАГ».
  - На станции «Скайлэб» произошла первая космическая забастовка.
  - В Рубцовске открылось троллейбусное сообщение.
- 1978 — катастрофа DC-8 в Портленде
- 1985 — введён в эксплуатацию Новосибирский метрополитен.
- 1999 — Сапармурат Ниязов фактически стал пожизненным президентом Туркменистана, парламент отменил для него ограничение числа президентских сроков[9].

### XXI век
- 2007 — Непал провозглашён Федеративной Демократической Республикой.
- 2011 — в КНДР состоялись похороны лидера страны Ким Чен Ира.
- 2014
  - В Яванском море потерпел катастрофу Airbus A320 компании Indonesia AirAsia, погибли 162 человека.
  - В результате пожара на пароме Norman Atlantic в Адриатическом море погибли 30 человек.

## Родились
См. также: Категория:Родившиеся 28 декабря

### До XIX века
- 1619 — Антуан Фюретьер (ум. 1688), французский писатель и лексикограф.
- 1630 — Людольф Бакхёйзен (ум. 1708), нидерландский художник.
- 1722 — Джон Питкерн (ум. 1775), британский офицер, участник сражения при Банкер-Хилле.
- 1731 — Кристиан Каннабих (ум. 1798), немецкий капельмейстер, скрипач и композитор.
- 1733 — Карло Антонио Пилати (ум. 1802), итальянский юрист, историк, писатель-публицист, философ.
- 1775 — Жуан Домингуш Бонтемпу (ум. 1842), португальский композитор, пианист, педагог, представитель эпохи романтизма.
- 1798 — Томас Джеймс Хендерсон (ум. 1844), английский астроном, первый Королевский астроном Шотландии.
- 1800 — Василий Садовников (ум. 1879), русский художник-акварелист и график.

### XIX век
- 1811 — граф Эдуард Баранов (ум. 1884), российский государственный деятель, генерал-адъютант, генерал от инфантерии.
- 1812 — Юлиус Риц (ум. 1877), немецкий дирижёр, композитор и музыкальный педагог.
- 1835 — Арчибальд Гейки (ум. 1924), шотландский геолог, в 1908—1913 гг. президент Лондонского королевского общества.
- 1842 — Каликса Лавалле (ум. 1891), канадский и американский композитор, пианист, дирижёр, соавтор гимна Канады.
- 1850 — Франческо Таманьо (ум. 1905), итальянский оперный певец (тенор).
- 1856 — Вудро Вильсон (ум. 1924), 28-й президент США (1913—1921).
- 1864 — Анри де Ренье (ум. 1936), французский поэт и писатель, член Французской академии.
- 1865
  - Феликс Валлоттон (ум. 1925), швейцарский художник и график.
  - Василий Кедровский (ум. 1937), русский советский бактериолог, патологоанатом и лепролог.
- 1866
  - Шимон Ашкенази (ум. 1935), польский историк, политик и дипломат еврейского происхождения.
  - Даниил Заболотный (ум. 1929), украинский и российский бактериолог, академик АН СССР (с 1929), президент Всеукраинской академии наук (1928—1929).
- 1870 — Чарльз Беннетт (ум. 1949), британский легкоатлет, двукратный олимпийский чемпион (1900).
- 1878 — Николай Брюханов (расстрелян в 1938), советский государственный деятель.
- 1882 — Артур Эддингтон (ум. 1944), английский астрофизик.
- 1884 — Карел Андел (ум. 1947), чехословацкий астроном и селенограф, составитель карты Луны.
- 1885 — Владимир Татлин (ум. 1953), русский советский живописец, график, дизайнер, художник театра.
- 1887 — Рудольф Беран (ум. 1954), чешский политик, премьер-министр Чехословакии (1938—1939).
- 1888 — Фридрих Вильгельм Мурнау (ум. 1931), немецкий кинорежиссёр эпохи немого кино.
- 1889 — Николай Крапивянский (ум. 1948), советский военный и государственный деятель, участник Первой мировой и Гражданской войн.
- 1890 — Виктор Лютце (убит в 1943), немецкий нацист, командир штаба СА после убийства Эрнста Рёма (1931—1934), рейхсляйтер, участник Второй мировой войны.
- 1894
  - Лайош Гавро (расстрелян в 1938), венгерский интернационалист, активный участник Гражданской войны в России.
  - Герман Матисон (ум. 1932), российский и латвийский шахматист и шахматный композитор.
  - Курт Шульце (казнён в 1942), немецкий антифашист, работавший на советскую разведку.
- 1897 — Иван Конев (ум. 1973), советский полководец, Маршал Советского Союза, дважды Герой Советского Союза.
- 1899
  - Андрей Васенко (погиб в 1934), советский инженер-аэролог, конструктор стратостатов, член экипажа «Осоавиахим-1».
  - Михаил Малинин (ум. 1960), советский военачальник, генерал армии, Герой Советского Союза.
  - Мирослав Фельдман (ум. 1976), хорватский драматург и поэт.
- 1900 — Пётр Галаджев (ум. 1971), советский актёр и художник кино.

### XX век
- 1902 — Мортимер Адлер (ум. 2001), американский философ, педагог, популяризатор науки.
- 1903
  - Кузьма Андрианов (ум. 1978), советский химик, академик АН СССР.
  - Михаил Калатозов (ум. 1973), советский кинорежиссёр, сценарист, народный артист СССР.
  - Джон фон Нейман (при рожд. Янош Лайош Нейман; ум. 1957), венгеро-американский математик, физик и педагог.
- 1904
  - Юлий Хмельницкий (ум. 1997), актёр и режиссёр театра, кинорежиссёр (фильм «Мистер Икс»), народный артист РСФСР.
  - Сергей Юткевич (ум. 1985), режиссёр театра и кино, художник, педагог, теоретик кино, народный артист СССР.
- 1907
  - Хажим Джумалиев (ум. 1968), казахский советский поэт, литературовед.
  - Эрих Мильке (ум. 2000), восточногерманский политический деятель, член Политбюро ЦК СЕПГ, министр госбезопасности ГДР (1957—1989), генерал армии, дважды Герой ГДР, Герой Советского Союза.
  - Роман Палестер (ум. 1989), польский композитор.
  - Лев Сена (ум. 1996), советский физик и автор-исполнитель, один из основоположников авторской песни.
- 1908
  - Евгений Вучетич (ум. 1974), скульптор-монументалист, народный художник СССР.
  - Владислав Соколов (ум. 1993), хоровой дирижёр, педагог, композитор, народный артист СССР.
- 1911 — Евгений Фёдоров (ум. 1993), советский лётчик, генерал-майор авиации, дважды Герой Советского Союза.
- 1912 — Георг Клаус (ум. 1974), немецкий учёный-кибернетик, философ, шахматист.
- 1916 — Герард Лябуда (ум. 2010), польский историк-медиевист, исследователь истории западных славян.
- 1918 — Василий Дульский (ум. 1993), валторнист, военный дирижёр, педагог, композитор, заслуженный артист РСФСР.
- 1920 — Юрий Мозжорин (ум. 1998), учёный, один из организаторов и руководителей работ в области советской ракетно-космической науки.
- 1922 — Стэн Ли (при рожд. Стэнли Мартин Либер; ум. 2018), американский писатель, сценарист, создатель комиксов, актёр, телеведущий, экс-президент компании Marvel.
- 1923
  - Луи Лансана Беавоги (ум. 1984), государственный и политический деятель Гвинеи.
  - Йозеф Хассид (ум. 1950), польский скрипач еврейского происхождения.
- 1925 — Хильдегард Кнеф (ум. 2002), немецкая актриса театра и кино, певица.
- 1927
  - Эдвард Бабюх (ум. 2021), польский политик, в 1980 г. премьер-министр Польши.
  - Олег Каравайчук (ум. 2016), советский и российский композитор, дирижёр, пианист.
  - Фриц Петер, военный деятель ГДР, в 1976—1990 гг. руководитель Гражданской обороны ГДР, генерал-полковник.
- 1929 — Мартен Шмидт (ум. 2022), нидерландский астроном, измеривший расстояния до квазаров, лауреат премии Кавли (2008).
- 1931 — Ги Дебор (покончил с собой в 1994), французский философ, историк, писатель, художник и режиссёр.
- 1934
  - Евгений Григорьев (ум. 2000), советский и российский сценарист.
  - Аласдер Грей (ум. 2019), шотландский писатель и художник.
  - Полен Обам-Нгема (ум. 2023), политический и государственный деятель Габона, премьер-министр Габона (1994 — 1999).
  - Мэгги Смит (ум. 2024), английская актриса, лауреат двух «Оскаров», четырёх «Эмми», семи премий BAFTA.
- 1936 — Зейнаб Ханларова, азербайджанская певица (лирическое сопрано), народная артистка СССР.
- 1937 — Рональд Рэй Хатч (ум. 2019), американский учёный, изобретатель, специалист в области GPS.
- 1938 — Юрий Евтушенко, советский и российский математик, академик РАН, директор ВЦ РАН.
- 1939 — Йорам Гаон, израильский певец и актёр.
- 1941 — Геннадий Терещенко (ум. 2010), советский и российский химик, государственный деятель, академик РАН.
- 1944 — Кэри Муллис (ум. 2019), американский биохимик, лауреат Нобелевской премии по химии (1993).
- 1945 — Бирендра Бир Биркам Шах (погиб в 2001), король Непала (1972—2001).
- 1949 — Кристиана Стефански (ум. 2024), бельгийская франкоязычная певица.
- 1953
  - Ричард Клайдерман (наст. имя Филипп Паже), французский пианист, аранжировщик.
  - Джеймс Фоули, американский кинорежиссёр и сценарист.
- 1954 — Дензел Вашингтон, американский актёр, кинорежиссёр и продюсер, лауреат двух «Оскаров», трёх «Золотых глобусов».
- 1955 — Лю Сяобо (ум. 2017), китайский правозащитник, лауреат Нобелевской премии мира (2010).
- 1956 — Найджел Кеннеди, британский музыкант, скрипач-виртуоз.
- 1957 — Дмитрий Брагиш, молдавский политик, премьер-министр Молдовы (1999—2001).
- 1959 — Томас Густафсон, шведский конькобежец, трёхкратный олимпийский чемпион
- 1960 — Рэймонд Бурк, канадский хоккеист, один из лучших защитников в истории НХЛ.
- 1962
  - Дмитрий Долгалёв, советский и белорусский композитор, аранжировщик.
  - Мишель Петруччиани (ум. 1999), французский джазовый пианист.
- 1964 — Рик Лич, американский теннисист, тренер, бывшая первая ракетка мира в парном разряде.
- 1965
  - Дани Брийан (наст. имя Даниэль Коэн-Биран), французский певец и актёр тунисского происхождения.
  - Джон Виерве, финский музыкант, бас-гитарист, один из основателей пауэр-метал-группы «Stratovarius».
- 1966 — Вячеслав Гайзер, российский государственный и политический деятель, глава Республики Коми (2010—2015).
- 1967 — Фёдор Чистяков, российский рок-музыкант, автор песен, лидер и основатель группы «Ноль».
- 1968
  - Светлана Капанина, российский пилот, семикратная абсолютная чемпионка мира среди женщин по высшему пилотажу.
  - Акихико Хосидэ, японский космонавт.
- 1969 — Линус Торвальдс, финно-американский программист, создатель Linux.
- 1970 — Бренда Шульц-Маккарти, нидерландская теннисистка, победительница 16 турниров WTA в одиночном и парном разряде.
- 1971 — Серхи Бархуан, испанский футболист.
- 1972
  - Роберто Паласиос, перуанский футболист, рекордсмен национальной сборной по сыгранным матчам.
  - Патрик Рафтер, австралийский теннисист, бывшая первая ракетка мира, дважды победитель US Open в одиночном разряде.
- 1973
  - Идс Постма, нидерландский конькобежец, олимпийский чемпион (1998), многократный чемпион мира.
  - Александр Робак, российский актёр театра и кино, продюсер, кинорежиссёр.
- 1978 — Джон Ледженд (наст. имя Джон Роджер Стивенс), американский певец, автор песен и актёр, обладатель «Оскара», «Золотого глобуса», 10 премий «Грэмми» и др. наград.
- 1979 — Нуми Рапас (при рожд. Хильда Нуми Норен), шведская актриса театра, кино и телевидения.
- 1981 — Сиенна Миллер, британо-американская актриса, дизайнер, фотомодель.
- 1988 — Ислам-Бека Альбиев, российский борец греко-римского стиля, олимпийский чемпион (2008), чемпион мира (2009) и Европы (2009, 2016).
- 1989 — Салвадор Собрал, португальский певец, победитель «Евровидения-2017».
- 1990 — Маркос Алонсо, испанский футболист.
- 1994
  - Адам Пити, британский пловец, трёхкратный олимпийский чемпион, многократный чемпион мира и Европы.
  - Йонна Сундлинг, шведская лыжница, олимпийская чемпионка, многократная чемпионка мира.

## Скончались
См. также: Категория:Умершие 28 декабря

### До XIX века
- 300 — Феона, 16-й епископ Александрийский (282—300).
- 1663 — Франческо Гримальди (р. 1618), итальянский физик и астроном.
- 1706 — Пьер Бейль (р. 1647), французский мыслитель и богослов.
- 1734 — Роб Рой (Роберт Рой Макгрегор; р. 1671), разбойник, прозванный шотландским Робин Гудом.
- 1736 — Антонио Кальдара (р. 1670), итальянский композитор.
- 1772 — Эрнст Иоганн Бирон (р. 1690), герцог Курляндии (с 1737), фаворит русской императрицы Анны Иоанновны.

### XIX век
- 1859 — Томас Маколей (р. 1800), английский историк, поэт и прозаик, военный министр, барон.
- 1870 — Алексей Львов (р. 1798), российский генерал, скрипач и композитор, автор гимна «Боже, царя храни!».
- 1883 — убит Георгий Судейкин (р. 1850), подполковник Отдельного корпуса жандармов, один из руководителей политического сыска в России.

### XX век
- 1903 — Николай Фёдоров (р. 1829), русский религиозный мыслитель, родоначальник русского космизма.
- 1925 — Сергей Есенин (р. 1895), русский советский поэт.
- 1928 — Николай Миславский (р. 1854), российский и советский физиолог.
- 1937 — Морис Равель (р. 1875), французский композитор, дирижёр, один из реформаторов музыки XX века.
- 1945 — Теодор Драйзер (р. 1871), американский писатель-прозаик и публицист.
- 1946 — Георгий Знаменский (р. 1903), выдающийся советский легкоатлет, стайер.
- 1947 — Виктор Эммануил III (р. 1869), третий и предпоследний король Италии (1900—1946).
- 1950 — Сигизмунд Кржижановский (р. 1887), советский писатель, драматург, философ, историк и теоретик театра.
- 1958 — Николай Оцуп (р. 1894), русский поэт, переводчик и издатель, эмигрант.
- 1959 — Анте Павелич (р. 1889), хорватский политический и государственный деятель, основатель и лидер организации усташей.
- 1963 — Пауль Хиндемит (р. 1895), немецкий композитор, альтист, скрипач, дирижёр, педагог, музыкальный теоретик.
- 1971 — Макс Стайнер (р. 1888), американский кинокомпозитор, обладатель трёх премий «Оскар».
- 1978 — Вера Алтайская (р. 1919), советская актриса театра и кино.
- 1979 — Юрий Толубеев (р. 1906), актёр театра и кино, народный артист СССР, Герой Социалистического Труда.
- 1981 — Деметрио Агилера Мальта (р. 1909), эквадорский писатель.
- 1984
  - Константин Ершов (р. 1935), русский советский актёр театра и кино, кинорежиссёр, сценарист.
  - Исаак Кикоин (р. 1908), советский физик-экспериментатор, академик, дважды Герой Социалистического Труда.
  - Сэм Пекинпа (р. 1925), американский кинорежиссёр и сценарист.
- 1985 — Ренато Кастеллани (р. 1913), итальянский кинорежиссёр и сценарист.
- 1987 — Сергей Антонов (р. 1911), советский государственный и партийный деятель, дипломат.
- 1988 — Арон Аврех (р. 1915), советский историк.
- 1989 — Герман Оберт (р. 1894), немецкий учёный и инженер, один из основоположников современной ракетной техники.
- 1994 — Георгий Байдуков (р. 1907), советский лётчик-испытатель, член экипажа В. П. Чкалова, совершившего беспосадочный перелёт Москва — Северный полюс — США, Герой Советского Союза.
- 1996 — Василий Раков (р. 1909), советский лётчик-истребитель, генерал-майор авиации, дважды Герой Советского Союза.
- 1997
  - Корнелиу Баба (р. 1906), румынский живописец и график, иллюстратор книг.
  - Василий Соломин (р. 1953), первый советский чемпион мира по боксу в лёгком весе (1974).

### XXI век
- 2002 — убит Тигран Нагдалян (р. 1966), армянский журналист.
- 2004 — Сьюзен Зонтаг (р. 1933), американская писательница, критик, философ, сценаристка, режиссёр.
- 2010 — Билли Тейлор (р. 1921), американский джазовый пианист и композитор.
- 2013 — Илья Цымбаларь (р. 1969), советский, украинский и российский футболист, тренер.
- 2015
  - Иэн Фрейзер Килмистер (р. 1945), британский бас-гитарист и вокалист, основатель и участник рок-группы «Motörhead».
  - погиб Иан Мёрдок (р. 1973), американский программист, основатель проекта Debian и коммерческого дистрибутива Progeny Debian.
- 2019 — Эржебет Сёньи (р. 1924), венгерский композитор, музыковед и педагог.
- 2020 — Владимир Ефименко (р. 1953), советский и российский эстрадный певец, солист ансамбля «Лейся, песня».
- 2024 — Мартин Карплус (р. 1930), американский химик-теоретик, лауреат Нобелевская премия по химии (2013).

## Народный календарь, приметы
- Трифон.
- Каков Трифон, таков и март[10].
- Стефан.
- В старину говаривали, мол: «Студёно на Стефана так, что птицы на лету замерзают».
- Советовали: «с крыльца сойди, золотое уголье по двору покати». Считалось, что шаянье углей отпугивает всякую нечисть[11].